# Себастьян Штосс
Себастьян Штосс (нім. Sebastian Stoss, 14 січня 1986) — австрійський плавець.
Учасник Олімпійських Ігор 2008, 2012 років.